# ピーター・フレデリク・ロザメル
ピーター・フレデリク・ロザメル（Peter Frederick Rothermel 、1817年7月8日 - 1895年8月15日）は19世紀のアメリカ合衆国の画家である。

## 略歴
ペンシルベニア州ルザーン郡のNescopeckに生まれた。生まれた年については、フィラデルフィアの墓標に刻まれた1812年から、1813年、1814年、1817年など諸説がある。測量を学んだ後、20歳でフィラデルフィアに出て、看板描き(sign painter)として働いた後 、美術を学び始め、ロンドン生まれの画家、スミス(John Rubens Smith:1775-1849)や版画家のオティス (Bass Otis)のもとで修行した。
1844年の作品が、会員制の美術愛好家団体（Art-Union）に買いあげられ、画家として成功し、1844年に芸術家支援基金協会(Artists' Fund Society)の副会長になり、1847年から1855年の間は、ペンシルベニア美術アカデミーの校長を務めた。
1856年からヨーロッパを訪れ、約2年間ローマに滞在し、イギリスやフランス、ドイツ、ベルギー、イタリアの主要都市を訪れ、1859年に帰国した。フィラデルフィアに戻り、ペンシルベニア美術アカデミーで、風景画家として知られるチャールズ・ルイス・ファッセルらを教えた。
肖像画や歴史画を描き、代表作には『植民地議会で演説を行うパトリック・ヘンリー』(1851)やペンシルベニア州立美術館に展示されている『ゲティスバーグの戦い』(1971年完成)やコロンブスを描いた作品がある。
1877年に故郷に近いペンシルベニア州リンフィールドの近くに移り、そこで亡くなった。

## 作品

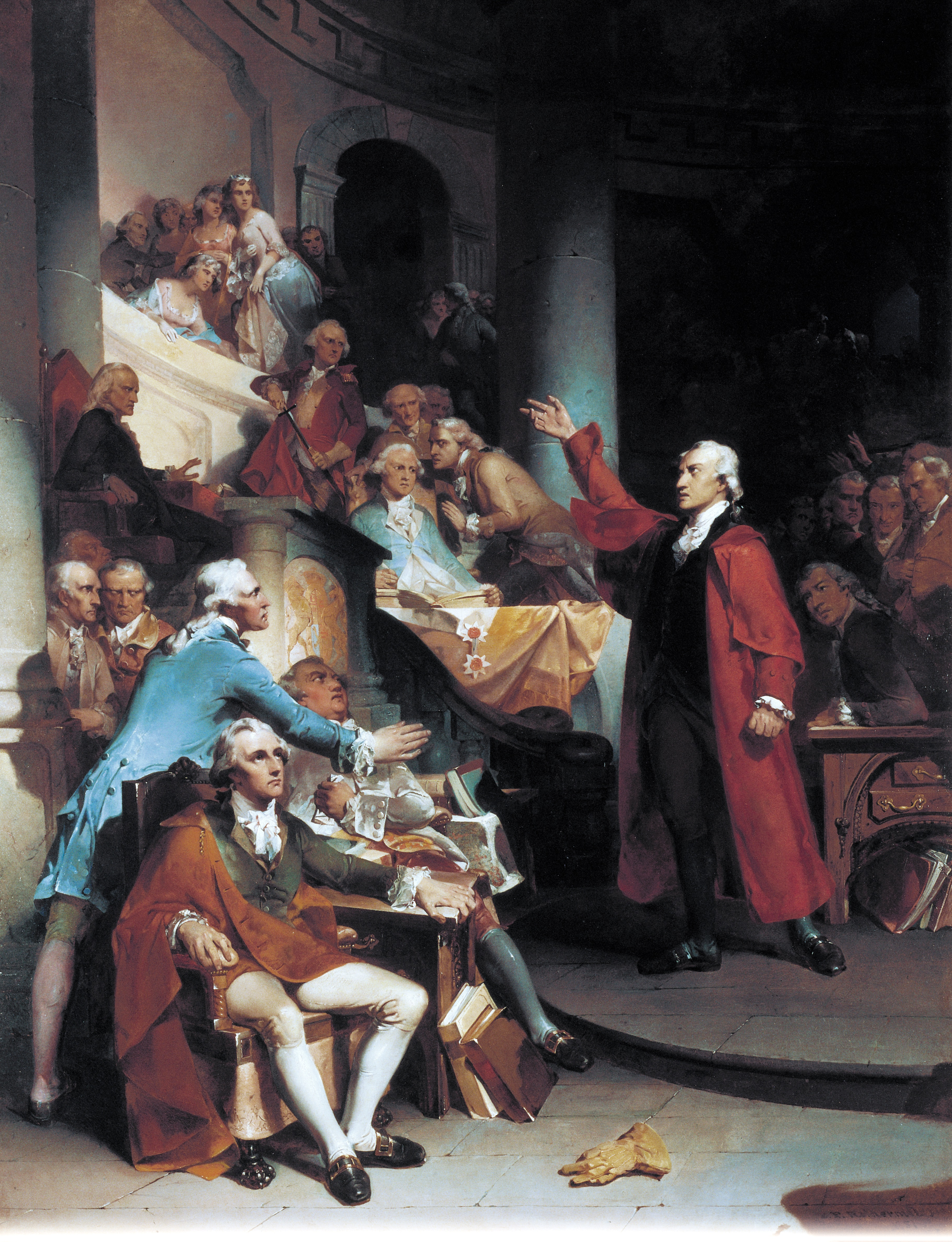
『植民地議会で演説を行うパトリック・ヘンリー』(1851)
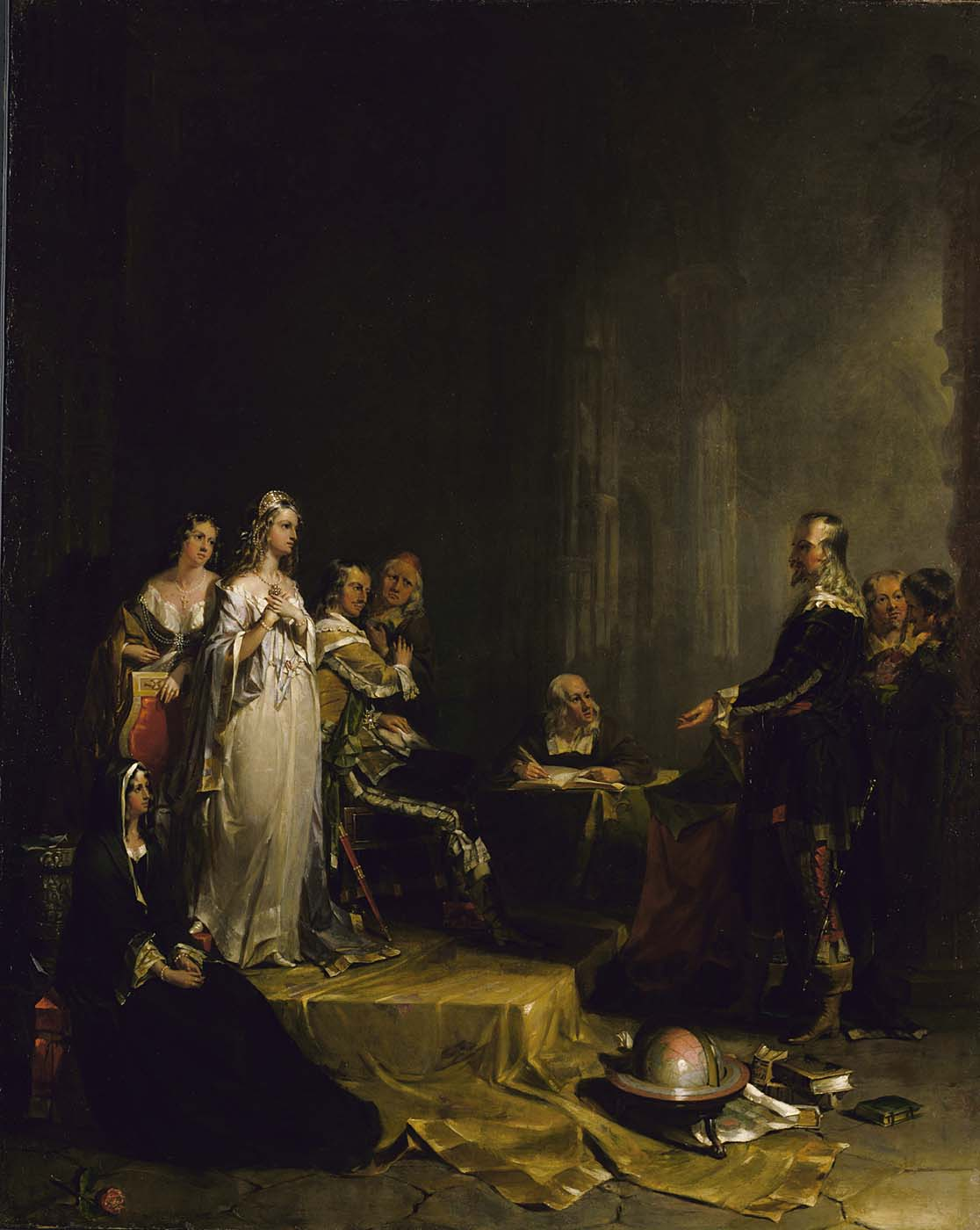
女王の前のコロンブス
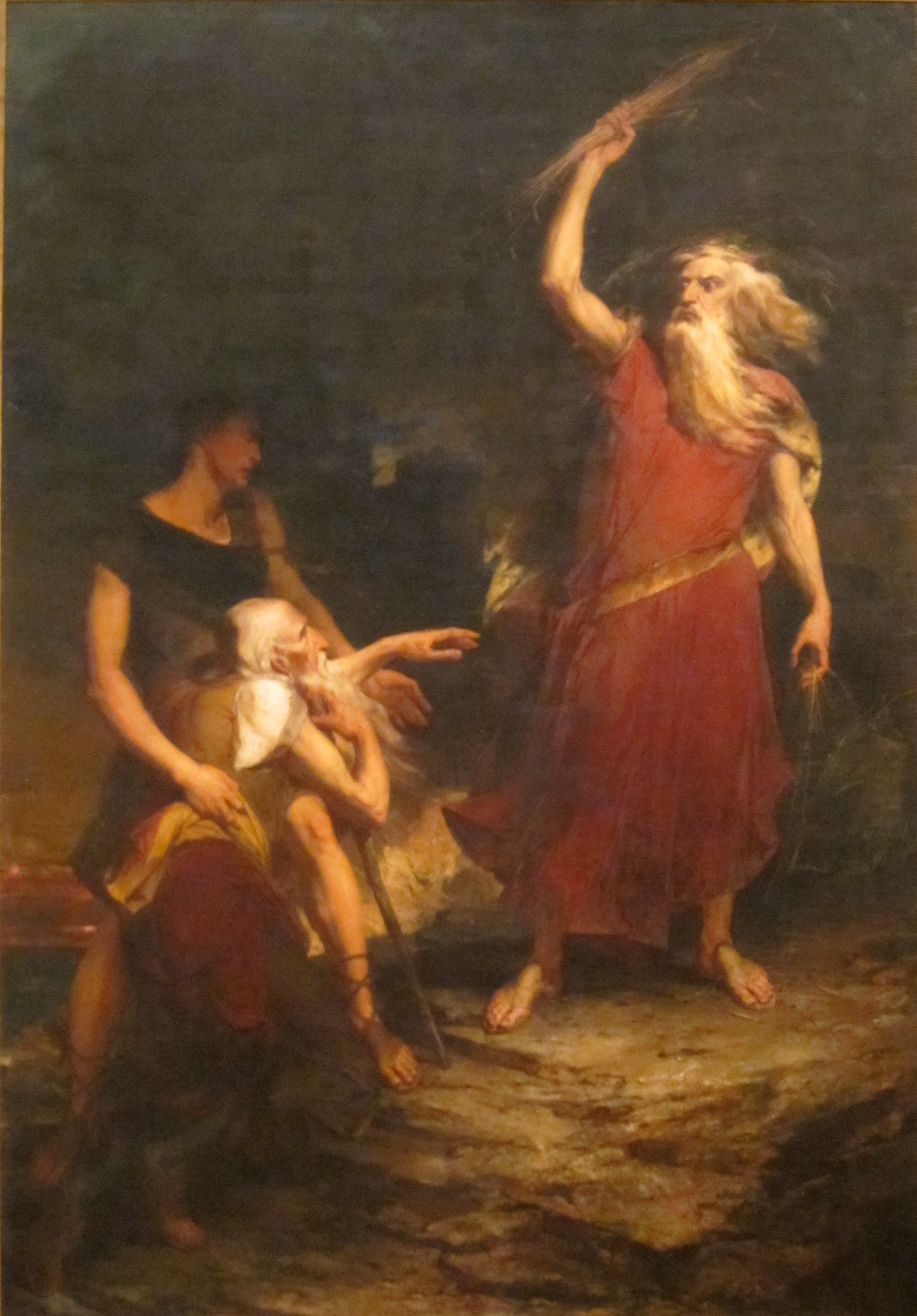
リア王
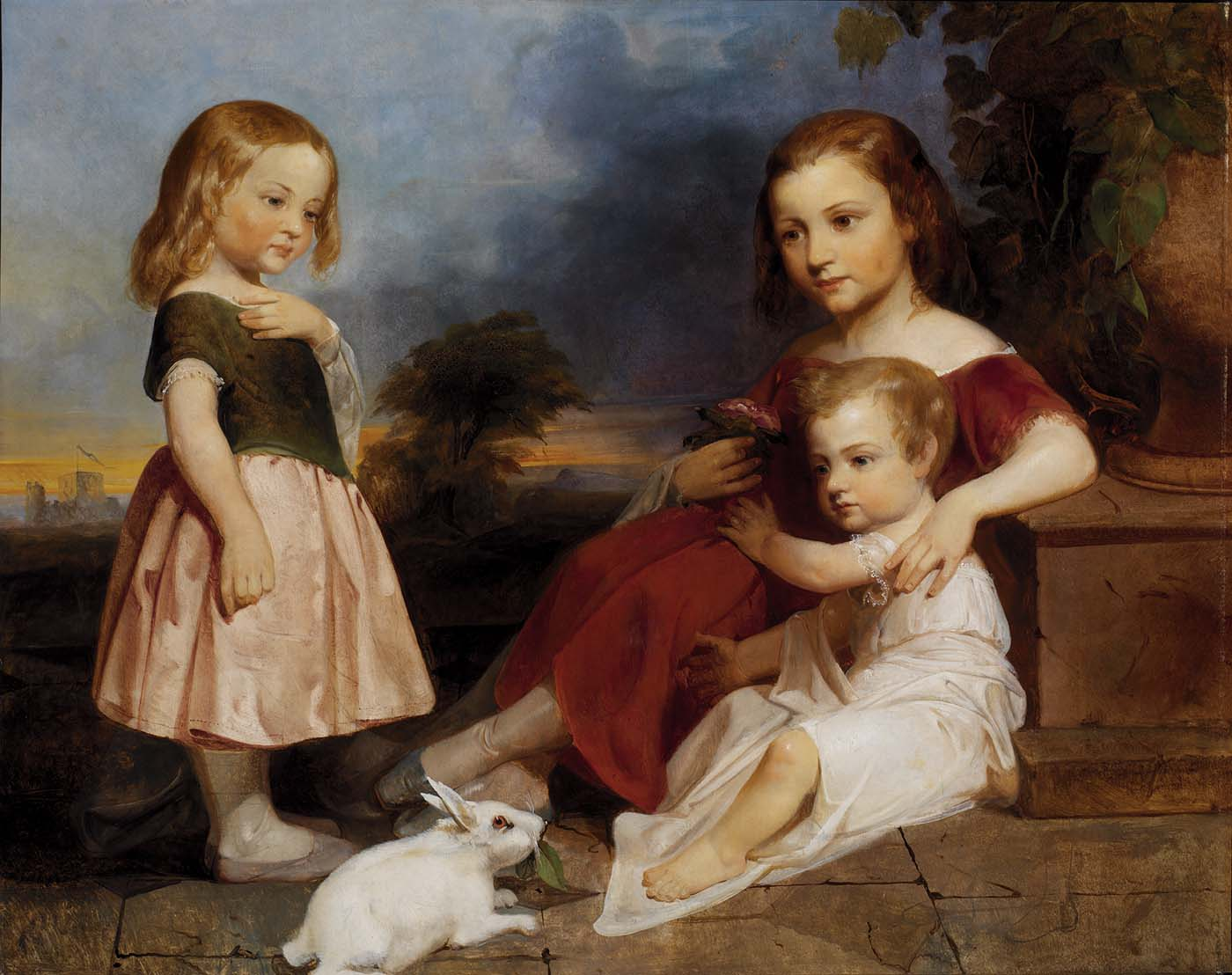